# De eierdans
De eierdans is een schilderij van Pieter Aertsen in het Rijksmuseum in Amsterdam.

## Voorstelling
Het stelt een herberginterieur voor met verschillende personen voor een open haard en aan een tafel. Rechts is een dansende jonge man te zien en links een drinkende man met een kruik. Bij de haard staat een doedelzakspeler. De jonge man danst op de muziek van de doedelzakspeler. Hij moet al dansend een ei binnen een krijtcirkel rollen en het met een houten nap bedekken zonder het ei te breken. In de 17de eeuw werd het spel als volgt omschreven:

Op den vloer, die met groene bladeren en eenige vroege bloemen bestrooid is, wordt met krijt een kring getrokken, in welks middelpunt een hoopje eijeren gelegd wordt. De speler danst, met ontschoeide voeten en de handen in de zijde op één been, en moet de eijeren een voor een uit de kring hinkelen

De eierdans was in de 16e eeuw een populaire dans tijdens de carnavalsperiode – volgens sommige bronnen op paaszondag. De dans werd geassocieerd met decadentie en uitspattingen. De voorstelling is een hekeling van zinloos vertier (het eierdansen) en liederlijk gedrag (het drinken). Rechts in de deuropening zou de schilder twee 'goede' burgers afgebeeld hebben, die hun zoontje laten zien hoe het niet moet.

## Datering
Het werk is middenboven op de schouw gedateerd ‘1552’.

## Herkomst
Het werk is afkomstig uit de verzameling van Kolonel Von Schepeler uit Aken, die het in 1839 verkocht aan het Rijksmuseum.